# Cầu thủ xuất sắc nhất năm 2008 của FIFA
Cầu thủ xuất sắc nhất năm 2008 diễn ra tại Nhà hát opera Zürich ở Zürich, Thụy Sĩ vào ngày 12 tháng 1 năm 2009.Và Cristiano Ronaldo, cầu thủ đang thi đấu tại Manchester United và đội tuyển Bồ Đào Nha đã dành giải cầu thủ xuất sắc nhất năm 2008 với số lượng phiếu bầu áp đảo so với người đứng thứ 2, Lionel Messi đang thi đấu tại Barcelona.Ở giải nữ, cầu thủ Marta của Brasil đang thi đấu cho câu lạc bộ Umeå IK (bây giờ là Los Angeles Sol) đã lần thứ 3 liên tiếp giành giải này.

## Nam
| Rank | Player              | Points | Team                 |
| ---- | ------------------- | ------ | -------------------- |
| 1    | Cristiano Ronaldo   | 935    | Manchester United    |
| 2    | Lionel Messi        | 678    | Barcelona            |
| 3    | Fernando Torres     | 203    | Liverpool            |
| 4    | Kaká                | 183    | Milan                |
| 5    | Xavi                | 155    | Barcelona            |
| 6    | Steven Gerrard      | 98     | Liverpool            |
| 7    | Samuel Eto'o        | 58     | Barcelona            |
| 8    | Iker Casillas       | 49     | Real Madrid          |
| 9=   | Andrés Iniesta      | 37     | Barcelona            |
| 9=   | David Villa         | 37     | Valencia             |
| 11   | Andrei Arshavin     | 36     | Zenit St. Petersburg |
| 12   | Frank Lampard       | 33     | Chelsea              |
| 13   | Didier Drogba       | 30     | Chelsea              |
| 14=  | Michael Ballack     | 27     | Chelsea              |
| 14=  | Cesc Fàbregas       | 27     | Arsenal              |
| 16   | Zlatan Ibrahimović  | 26     | Internazionale       |
| 17   | Emmanuel Adebayor   | 25     | Arsenal              |
| 18   | Franck Ribéry       | 23     | Bayern Munich        |
| 19   | Ruud van Nistelrooy | 14     | Real Madrid          |
| 20   | Sergio Agüero       | 12     | Atlético Madrid      |
| 21   | John Terry          | 11     | Chelsea              |
| 22   | Gianluigi Buffon    | 8      | Juventus             |
| 23   | Deco                | 1      | Barcelona Chelsea    |

## Nữ
| Rank | Player             | Points | Team                              |
| ---- | ------------------ | ------ | --------------------------------- |
| 1    | Marta              | 1002   | Umeå                              |
| 2    | Birgit Prinz       | 328    | Frankfurt                         |
| 3    | Cristiane          | 275    | Linköping Corinthians             |
| 4    | Nadine Angerer     | 198    | 1. FFC Turbine Potsdam Djurgården |
| 5    | Kelly Smith        | 150    | Arsenal                           |
| 6    | Daniela            | 130    | Saad Linköping                    |
| 7    | Shannon Boxx       | 115    |                                   |
| 8    | Hope Solo          | 83     |                                   |
| 9    | Christine Sinclair | 47     | Vancouver Whitecaps               |
| 10   | Ingvild Stensland  | 41     | Kopparbergs/Göteborg              |

## Liên kết
1. ↑  "FIFA World Player of the Year - Men's votes by player" (PDF). FIFA.com. Fédération Internationale de Football Association. ngày 12 tháng 1 năm 2009. Bản gốc (PDF) lưu trữ ngày 15 tháng 5 năm 2019. Truy cập ngày 12 tháng 1 năm 2009.